# Saccharolobus solfataricus

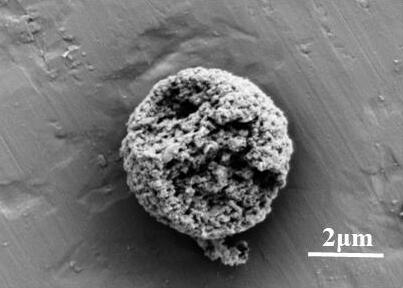
Einzelzelle von S. solfataricus in einer stark verdünnten Probe, die die poröse Struktur im Inneren der Zelle zeigend.

Saccharolobus solfataricus (früher Sulfolobus solfataricus) ist eine Art (Spezies) thermophiler (hitzeliebender) Archaeen aus der Klasse Thermoprotei im Reich Thermoproteati (alias TACK-Superphylum).
S. solfataricus wurde 1980 von den beiden deutschen Mikrobiologen Karl Stetter und Wolfram Zillig erstmals auf dem Vulkan Solfatara (Pisciarelli, Pozzuoli, Region Kampanien, Italien) entdeckt und isoliert.
Diese Organismen sind jedoch nicht auf Vulkane beschränkt, sondern kommen in Umgebungen mit hoher Temperatur überall auf der Welt vor, insbesondere an heißen Quellen.
Die Art galt ursprünglich als Vertreter der Gattung Sulfolobus, wurde aber 2018 zusammen mit der Erstbeschreibung von Saccharolobus caldissimus aus dieser Gattung in die neue Gattung Saccharolobus überführt.
S. solfataricus gedeiht am besten bei Temperaturen um 80 °C, einem pH-Wert zwischen 2 und 4 und mit genügend Schwefel, den diese Organismen zur Energiegewinnung verstoffwechseln können.
Diese Bedingungen qualifizieren sie als extremophil, und wegen ihrer Vorliebe für hohe Temperaturen und niedrige pH-Werte werden sie speziell als thermoacidophil (hitze- und säureliebend) bezeichnet.
Aufgrund ihres Stoffwechselsystems ist die Spezies außerdem aerob und heterotroph.
Als autotropher Organismus gewinnt sie Energie, indem sie auf Schwefel oder auch auf einer Vielzahl organischer Verbindungen wächst.
Sie hat in der Regel eine kugelförmige (kokkoide) Zellform und bildet häufig Lappen.
S. solfataricus ist der am meisten untersuchte Organismus innerhalb des Phylums Thermoproteota (früher „Crenarchaeota“, Stand 2006).
Die Spezies wurde und wird auf ihre Methoden der DNA-Replikation, des Lebenszyklus, der chromosomalen Integration, der Transkription, der RNA-Verarbeitung und der Translation untersucht.
Die Daten deuten darauf hin, dass der Organismus einen hohen Prozentsatz an archaeenspezifischen Genen aufweist, was die Unterschiede zwischen den drei großen Gruppen von Mikroben zeigt: Archaeen, Bakterien und Mikroeukaryoten (Eukaryoten).

## Genom

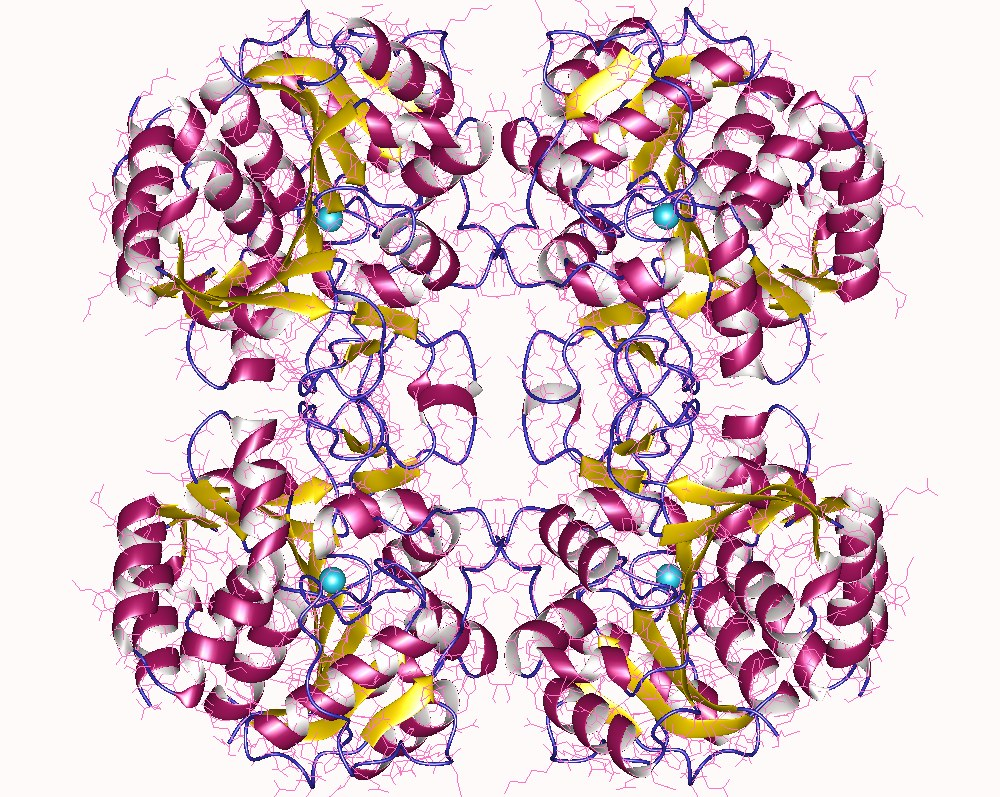
Purin-Nukleosidase-Homotetramer + 4 Ca (hellblau) von S. solfataricus

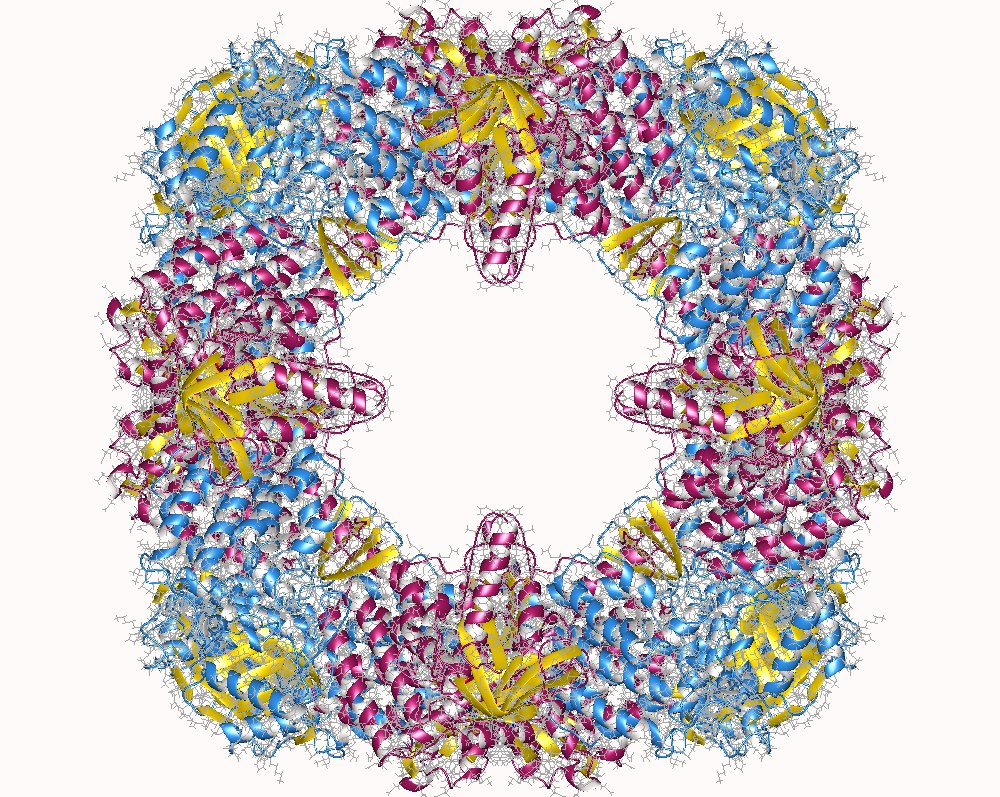
TF55-Komplex: Ein Thermosom-Hetero16mer + 8 ADP (grün-rot-blau) von S. solfataricus P2, von oben

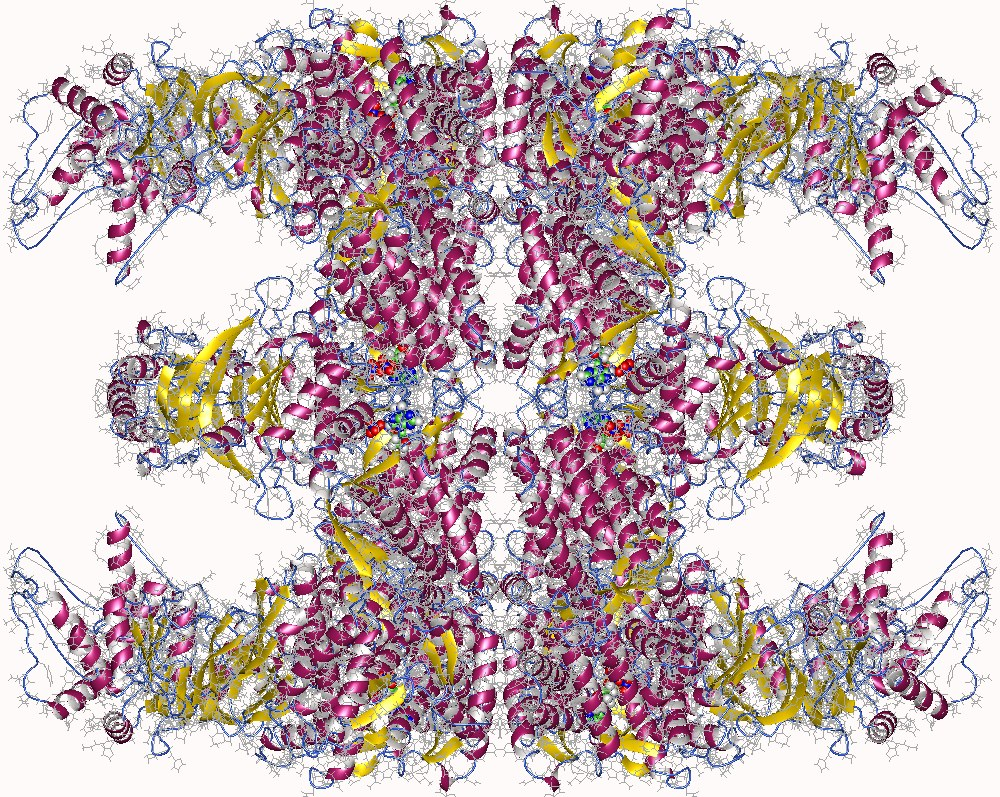
TF55-Komplex: Das Thermosom-Hetero16mer + 8 ADP (grün-rot-blau) von S. solfataricus P2, von der Seite

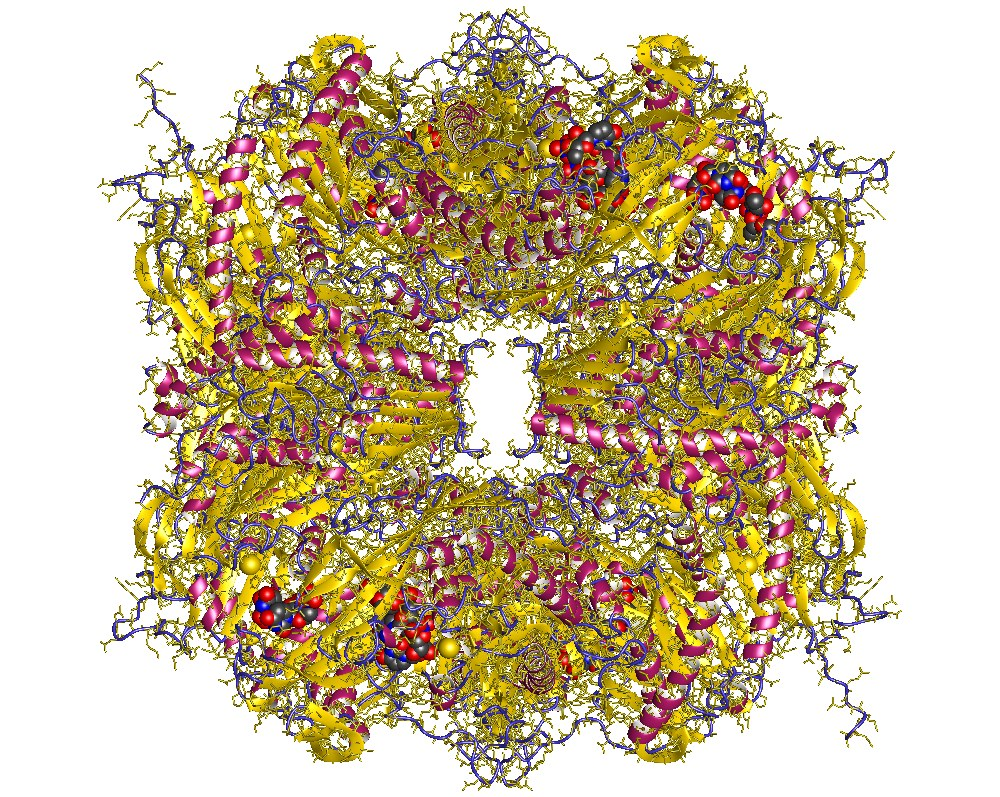
RNase: Exosom-Kern mit zentraler Pore. Heterohexamer + 6 UMP (schwarz-rot) + Cl (gelb) von S. solfataricus.

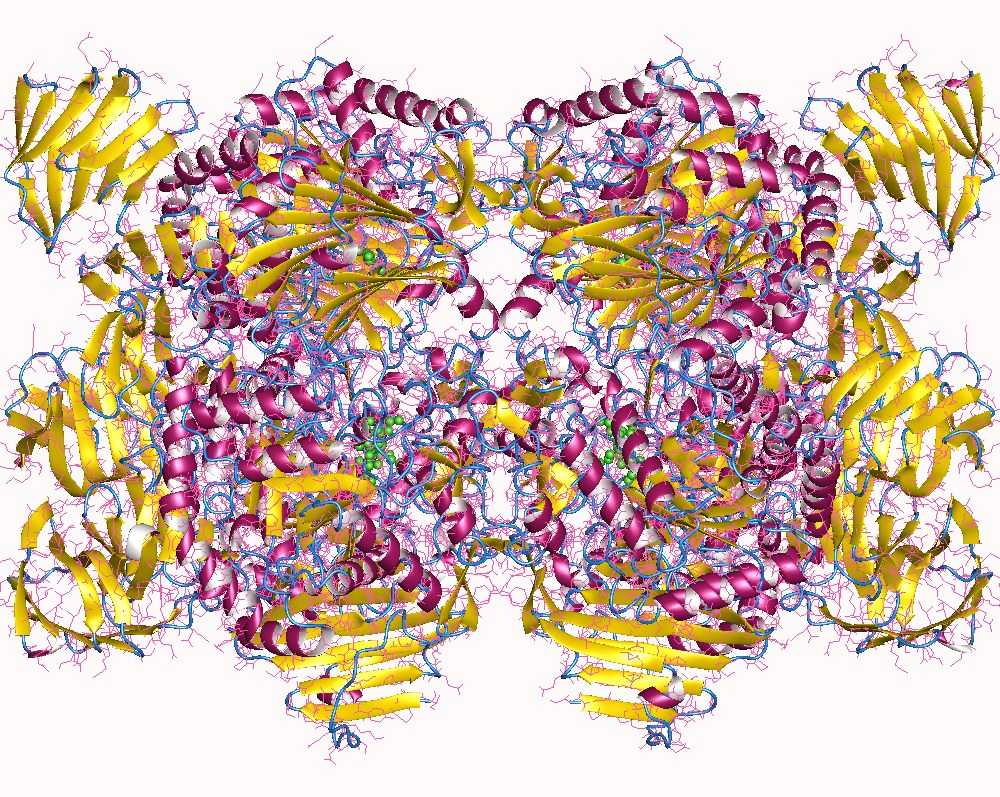
Maltase-Glucoamylase-Homohexamer + 6-Octylglucosid (grün) von S. solfataricus

S. solfataricus ist aus molekularer, genetischer und biochemischer Sicht einer der am besten untersuchten Mikroorganismen, der in extremen Umgebungen gedeihen kann. Trotz seiner Extremophilie lässt er sich im Labor leicht vermehren, wobei die Zellen genetisches Material durch die Prozesse Transformation, Transduktion und Konjugation austauschen können.
Da Proteine normalerweise bei hohen Temperaturen zerfallen (denaturieren), ist die Thermostabilität ihrer Proteine ein Hauptgrund für die Sequenzierung thermophiler Mikroorganismen wie S. solfataricus. Die von solchen Proteinen in der Biotechnologie katalysierten Reaktionen (wie beispielsweise PCR) können dann bei höheren Temperaturen und damit schneller ablaufen.
Die vollständige Sequenzierung des Genoms von S. solfataricus wurde 2001 abgeschlossen.
Auf einem einzigen Chromosom befinden sich 2.992.245 Basenpaare (bp), die für 2.977 Proteine und zahlreiche RNAs kodieren. Ein Drittel der kodierten Proteine von S. solfataricus hatte keine Homologe in Genomen anderer Organismen.
Von den übrigen kodierten Proteinen sind 40 % spezifisch für Archaeen, 12 % kommen auch in Bakterien und 2,3 % auch in Eukaryoten vor. 33 % der Proteine werden ausschließlich in Sulfolobus/Saccharolobus/Sulfurisphaera kodiert (Stand 2002). Eine große Anzahl offener Leserahmen (ORFs) ist denen der Gattung Thermoplasma aus dem Archaeen-Reich Methanobacteriati („Euryarchaeida“) sehr ähnlich.
Auch „kleine nukleoläre RNAs“ (englisch small nucleolar ribonucleic acids, snoRNAs), wie sie in Eukaryoten vorkommen, wurden sowohl in Saccharolobus solfataricus als auch in Sulfolobus acidocaldarius entdeckt. Sie sind bereits für ihre Rolle bei Veränderungen an der RNA nach der Transkription (posttranskriptionellen Veränderungen) wie der Entfernung von Introns aus der ribosomalen RNA (rRNA) bei Eukaryoten bekannt.
Das Genom ist durch kurze Tandemwiederholungen (Short Tandem Repeats), Insertionen und andere repetitiven Elemente gekennzeichnet.
Es weist eine große Vielfalt von ca. 200 verschiedenen Insertionssequenz-Elementen (insertion sequence elements) auf.

### Thermophile Reverse Gyrase
Die Stabilisierung der DNA-Struktur gegen Denaturierung ist in hyperthermophilen und thermophilen Archaeen und Bakterien auf ein besonderes hitzebeständiges (thermostabiles) Enzym, die Reverse Gyrase, zurückzuführen. In S. solfataricus gibt es zwei Gene, die jeweils für eine Reverse Gyrase kodieren.
Es handelt sich dabei um eine atypische DNA-Topoisomerase, deren Hauptaktivität in der Herstellung von positivem Supercoiling in einer geschlossenen zirkulären DNA besteht.
Positive Supercoils sind wichtig, um Fehlbildungen und -faltungen (wie „offener Komplexe“, open complexes) zu verhindern.
Reverse Gyrasen bestehen aus zwei Domänen: die erste ist eine Helikase und die zweite die Topoisomerase I.
Eine mögliche Rolle der Reversen Gyrase könnte auch darin bestehen, dass sie mit den positiven Supercoils chromatinartige Strukturen aufbaut.
1997 entdeckten Wissenschaftler ein weiteres wichtiges Merkmal der nahe verwandten Spezies Saccharolobus shibatae (früher ebenfalls der Gattung Sulfolobus zugeordnet): eine Topoisomerase vom Typ II, genannt TopoVI, deren Untereinheit A homolog ist zum meiotischen Rekombinationsfaktor Spo11, der als Initiator meiotischer Doppelstrangbrüche bei allen Eukaryonten eine wichtige Rolle spielt, indem er die meiotische Rekombination einleitet.
S. solfataricus selbst besitzt aus drei Topoisomerasen vom Typ I: TopA und zwei Reverse Gyrasen, TopR1 und TopR2; sowie eine Topoisomerase vom Typ II, TopoVI.

### DNA-bindende Proteine
DNA-bindende Proteine sind Proteine, die an die DNA binden.
Bei Organismen des Phylums Thermoproteota gibt es drei Proteine, die an die Nebenrille von DNA-bindenden Histonen binden, und die nach dem Übersetzungsprozess verändert werden: Alba, Cren7 und Sso7d.
Diese Histone sind klein und wurden in mehreren Stämmen von Sulfolobus/Saccharolobus/Sulfurisphaera gefunden, nicht aber in anderen Genomen.
Chromatinproteine wie die Histone machen bei diesen Organismen 1–5 % des gesamten Genoms aus; sie können sowohl strukturelle als auch regulatorische Funktionen haben und ähneln aufgrund ihres Einflusses auf Genom, Expression, Stabilität und epigenetische Prozesse den menschlichen HMG-Box-Proteinen (englisch high mobility group box).
Sie können auch bei Arten ohne Histone wie diese acetyliert und methyliert werden.
Stämme von S. solfataricus weisen verschiedene besondere DNA-bindende Proteine auf, wie die der Proteinfamilie Sso7d. Diese stabilisieren die DNA-Struktur, verhindern die Denaturierung bei hohen Temperaturen und fördern so den Erhalt der primär durch die Wasserstoffbrückenbindungen vermittelten DNA-Doppelhelix-Struktur auch oberhalb des „Schmelzpunkts“ des DNA-Doppelstrangs, bei dem normalerweise die Auflösung der Doppelhelix beginnt.
Der Hauptbestandteil des Chromatins dieser Archaeen ist das Alba genannte Protein der Sac10b-Familie,
mit ihren kleinen, basischen und dimeren nukleinsäurebindenden Proteinen.
Dabei ist Alba in den meisten sequenzierten Archaeen-Genomen konserviert.
Der Acetylierungszustand von Alba beeinflusst den Zugang zum DNA-Promotor und damit die Transkription, während der Methylierungszustand eines anderen Chromatinproteins, Sso7D, durch die Temperatur verändert wird, bei der die Kultur gehalten wird.
Bereits die Arbeiten der Gruppe von Wolfram Zillig lieferten frühe Beweise für die eukaryotischen Merkmale der Transkription in diesen Archaeen, was S. solfataricus seitdem zu einem idealen Modellsystem für Transkriptionsstudien gemacht hat. Neuere Studien an Arten von Saccharolobus, Sulfolobus und anderen Archaeen konzentrieren sich hauptsächlich auf die Zusammensetzung, Funktion und Regulierung der Transkriptionsmaschinerie, sowie auf grundlegende sowohl bei Eukaryonten als auch bei Archaeen konservierten Aspekten dieses Prozesses.

## DNA-Transfer
Die Exposition von S. solfataricus gegenüber DNA-schädigenden Agenzien wie ultravioletter (UV) Bestrahlung, Bleomycin oder Mitomycin C bewirkt, dass sich die Einzelzellen zusammenballen, induziert also zelluläre Aggregation.
Andere physikalische Stressfaktoren wie Änderungen des pH-Werts oder der Temperatur induzieren dagegen keine Aggregation – dies deutet darauf hin, dass die Induktion der Aggregation im Zusammenhang mit DNA-Schädigung steht oder durch sie verursacht wird.
Małgorzata Ajon et al. zeigten 2011, dass die UV-induzierte zelluläre Aggregation den Austausch chromosomaler Marker mit hoher Frequenz vermittelt.
Die Rekombinationsraten übertrafen die von „nicht induzierten“ Kulturen um bis zu drei Größenordnungen.
Sabrina Fröls et al. sowie Małgorzata Ajon et al. stellten die Hypothese auf, dass der UV-induzierte DNA-Transferprozess und die anschließende Reparatur durch homologe Rekombination einen wichtigen Mechanismus zur Aufrechterhaltung der Chromosomenintegrität darstellen.
Diese Reaktion könnte eine primitive Form der sexuellen Interaktion sein, ähnlich wie die besser untersuchte bakterielle Transformation, die ebenfalls mit einem DNA-Transfer zwischen Zellen verbunden ist und zu einer Reparatur von DNA-Schäden durch homologe Rekombinativen Reparatur führt.

## Stoffwechsel
S. solfataricus kann in Gegenwart von Sauerstoff per Chemoorganotrophie wachsen und dabei eine Vielzahl organischer Verbindungen wie Zucker, Alkohole, Aminosäuren und aromatische Verbindungen wie Phenol aufnimmt.
Die Spezies nutzt einen modifizierten Entner-Doudroff-Stoffwechselweg für die Glukose-oxidation, die dabei entstehenden Pyruvatmoleküle können in einem Citratzyklus (TCA-Zyklus) vollständig mineralisiert werden.
Molekularer Sauerstoff (O2) ist der einzige bekannte Elektronenakzeptor am Ende der Elektronentransportkette.
Neben organischen Molekülen kann diese Archaeenspezies auch Schwefelwasserstoff (H2S) und elementaren Schwefel als Elektronendonatoren und die Kohlenstoffdioxid-Assimilation nutzen, möglicherweise mit Hilfe des HP/HB-Zyklus (3-Hydroxypropionat-/4-Hydroxybutyrat-Zyklus), wodurch sie auch in der Lage ist, chemoautotroph zu leben.
In neueren Studien wurde zudem eine Fähigkeit festgestellt, durch Oxidation von molekularem Wasserstoff (H2) zu wachsen, wenn auch langsam.

### Ferredoxin
Es wird vermutet, dass Ferredoxin bei S. solfataricus der wichtigste metabolische Elektronenträger ist. Dies würde im Gegensatz stehen zu den meisten Arten innerhalb der Domänen der Bakterien und Eukaryoten, die im Allgemeinen auf Nicotinamid-Adenin-Dinukleotid-Wasserstoff (NADH) als Hauptelektronenüberträger angewiesen sind.
S. solfataricus weist darüber hinaus starke eukaryotische Merkmale auf, gepaart mit vielen ganz archaeenspezifischen Fähigkeiten.
Diese Befunde sind Konsequenz ihrer vielfältigen Methoden von DNA-Mechanismen, Zellzyklen und Transitionsmechanismen.
Insgesamt zeigen die Studien exemplarisch die Unterschiede zwischen Thermoproteota wie S. solfataricus und Methanobacteriati („Euryarchaeida“).

## Ökologie

### Habitat

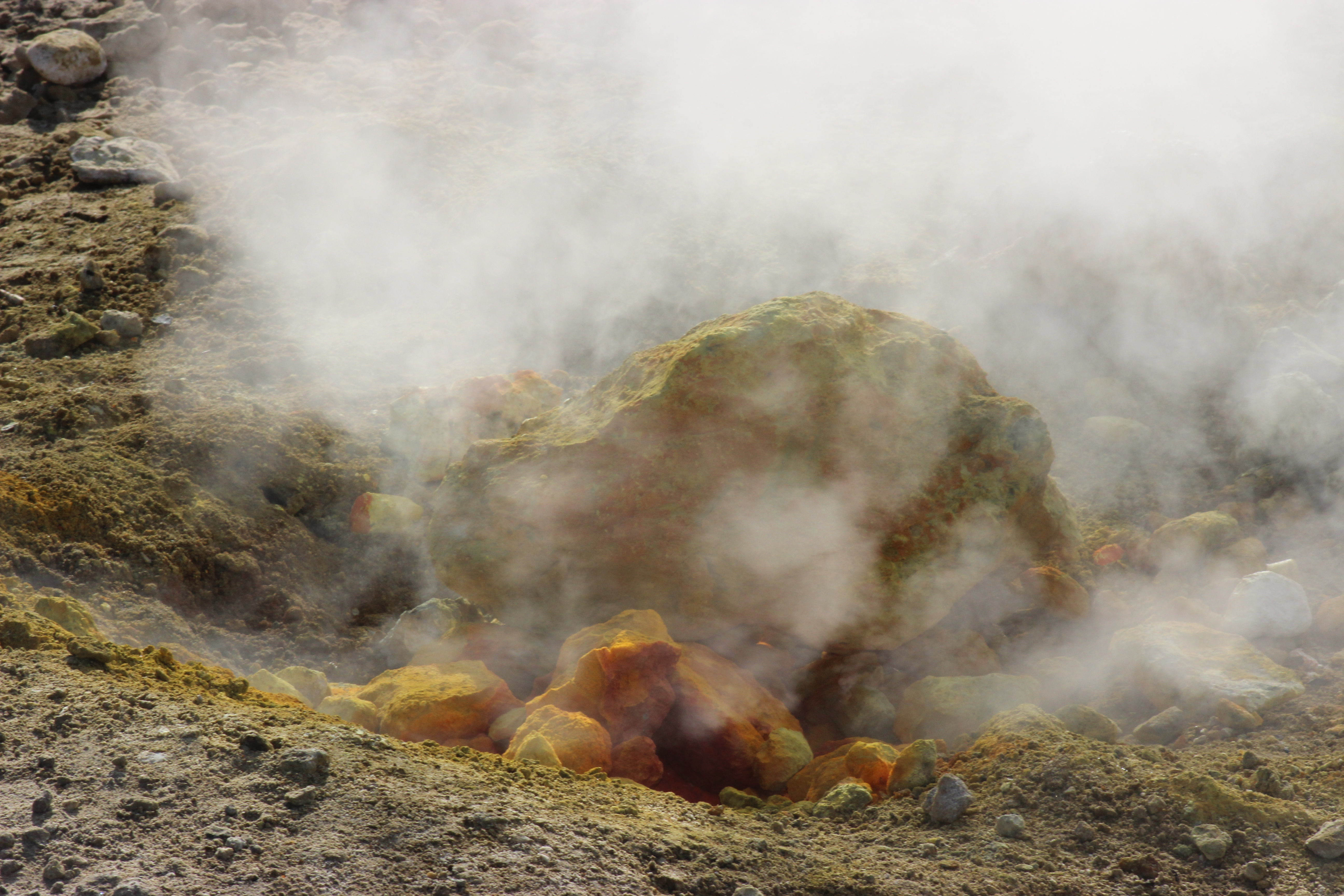
Fumarole des Vulkans Solfatara (Kampanien, Italien)

S. solfataricus ist ein extrem thermophiler Vertreter der Archaeen. Diese Spezies findet ähnlich wie andere Mitglieder ihrer eigenen Gattung sowie der verwandten Gattung Sulfolobus optimale Wachstumsbedingungen in Gebieten mit starker vulkanischer Aktivität, hohen Temperaturen und einem sehr sauren pH-Wert, wie sie typisch sind Geysire oder Thermalquellen.
Zu den Ländern, in denen diese Mikroorganismen gefunden wurden, gehören für vulkanische Phänomene „berüchtigte“ Gebiete in den USA (Yellowstone-Nationalpark), Island und Italien (Phlegräische Felder).
Im Jahr 2007 wurden Sulfolobaceae-Gensequenzen aus Neuseeland (Nordinsel: Waiotapu) gefunden.
Eine von einem indonesischen Wissenschaftlerteam durchgeführte Studie hat 2009 auch das Vorhandensein Gemeinschaft mit thermoacidophilen Thermoproteota (früher „Crenarchaeota“) in West-Java nachgewiesen und bestätigt, dass hohe Temperaturen, ein niedriger pH-Wert und das Vorhandensein von Schwefel notwendige Bedingungen für das Wachstum dieser Mikroben sind. Eine weitere indonesische Studie bestätigte 2012 das Vorkommen von Sulfolobales bzw. Sulfolobaceae.

### Bodenversauerung
S. solfataricus ist gemäß seiner Stoffwechselstrategie in der Lage, Schwefel zu oxidieren. Eines der Produkte dieser Reaktionen ist H+, was eine langsame Versauerung der Umgebung zur Folge hat.
Die Versauerung des Bodens nimmt dort zu, wo Schadstoffemissionen aus der Industrie vorhanden sind.
Dieser Prozess verringert die Zahl der an der Zersetzung beteiligten heterotrophen Bakterien, die für den Prozess der Wiederverwertung organischer Stoffe von grundlegender Bedeutung sind und verlangsamt so letztlich die Düngung des Bodens mit diesen Zersetzungsprodukten.

## Anwendungen in der Biotechnology
An der Spezies S. sulfataricus als mögliche Quelle für thermostabile Enzyme besteht großes Interesse, sowohl von Seiten der Forschung und Diagnostik als auch für Industriezweige wie die Lebensmittel-, Textil-, Reinigungs- sowie die Zellstoff- und Papierindustrie.
Darüber hinaus sind solche Enzyme aufgrund ihrer katalytischen Vielfalt, der hohen pH- und Temperaturstabilität, sowie ihrer erhöhten Widerstandsfähigkeit gegenüber organischen Lösungsmitteln und ihrer Resistenz gegenüber Proteolyse sehr gefragt.
Insbesondere gewinnen gegenwärtig Tetretherlipide, Membranvesikel mit antimikrobiellen Eigenschaften, Trehalose als Speicherstoff und neue β-Galactooligosaccharide (β-GOS) zunehmend an Bedeutung:

### β-Galaktosidase
Das thermostabile Enzym β-Galactosidase wurde aus dem extrem thermophilen Stamm S. solfataricus MT-4, isoliert.
Dieses Enzym wird in vielen industriellen Prozessen mit laktosehaltigen Flüssigkeiten verwendet, zwecks deren Reinigung und der Charakterisierung ihrer physikochemischen Eigenschaften.

### Proteasen
Die Industrie ist sowohl an stabilen Proteasen als auch an vielen verschiedenen Sulfolobus- (bzw. Sulfolobaceae-)Proteasen interessiert, die untersucht wurden.
Bereits 1989 wurde eine aktive Aminopeptidase, die mit dem Chaperonin von S. solfataricus MT4 assoziiert ist, beschrieben.
Sommaruga et al. verbesserten 2014 die Stabilität und Reaktionsausbeute der gut charakterisierten Carboxypeptidase aus S. solfataricus MT4 durch magnetische Nanopartikel, die das Enzym immobilisierten.

### Lipasen und andere Esterasen
Lipasen (Lipide auflösende, d. h. lipolytische Enzyme) sind spezielle fettspaltende Esterasen.
Eine neues thermostabile extrazelluläre Lipase, die Serin-Arylesterase, Sie hat eine großen Wirksamkeit bei der Hydrolyse von Organophosphaten und wurde ursprünglich bei S. solfataricus P1 entdeckt.

### Chaperonine
Bei Escherichia coli wurde ein einziges Hitzeschockprotein (englisch heat shock protein, HSP, auch warm stun protein), HSP20 von S. solfataricus P2 zur effektiven Verbesserung der Temperaturtoleranz (gegen einen Temperaturschock bei 50,4 °C) eingesetzt.
Da das Chaperonin Ssocpn (920 kDa) von S. solfataricus enthält Adenosintriphosphat (ATP), K+ und Mg2+. Es benötigt für seine volle Aktivität keine weiteren Proteinpartner und unterstützt in vitro die Faltung mit geringer Substratspezifität, um dynamische Proteine aus denaturierten Materialien zurückzugewinnen. Dies ermöglicht die Konstruktion eines Reaktors auf Chaperoninbasis, der aus denaturiertem Material gefaltete und aktive Proteine erzeugt.

### Liposomen
Aufgrund ihres Tetraether-Lipidmaterials ist die Membran von extrem thermophilen Archaeen in ihrer Zusammensetzung einzigartig. Diese Archaeen-Lipide sind vielversprechende Ausgangsstoffe für die Erzeugung von Liposomen mit außergewöhnlicher Temperatur- und pH-Stabilität, die zudem eine hohe sowie Dichtigkeit gegen das Austreten von gelösten Stoffen haben. Solche „Archaeosomen“ sind mögliche Instrumente für die Verabreichung von Medikamenten, Impfstoffen und Genen.

## Stämme
Referenzstamm:
- P1 alias ATCC 35091, DSM 1616, IFO 15331, JCM 8930, NBRC 15331 – Fundort: Campi flegrei, Pisciarelli bei Pozzuoli/Agnano bei Neapel, Italien[1][57][57][2][61]

Weitere Stämme:
- P1-G alias DSM 5354 – Fundort: Campi flegrei, Pisciarelli bei Agnano[61]
- P2[3][13][9][58][12][40][2][61] alias DSM 1617, JCM 11322, ATCC 35092[61] – Fundort: Campi flegrei, Pisciarelli bei Agnano[61]
- MT-4 alias MT4, DSM 5833 – Fundort: Pozzuoli7Agnano bei Neapel, Italien[55][3][61]
- S441 – Troll Bridge, Lassen-Volcanic-Nationalpark, Nordkalifornien, USA[3][2]
- POZ149 – Fundort: Pozzuoli, Italien[3][2]

- 98/2[3] alias 98;2[2]
- 98/2;SULA;98;2[2] alias JCM 30930[61]
- SULG[3][2]
- SULM[3][2]
- SUL120[3][2]
- SARC-B[3][2]
- SARC-C[3][2]
- SARC-H[3][2]
- SARC-I[3][2]
- SARC-N[3][2]
- SARC-O[3][2]
- Gθ[62]
- IT3[8]
- 2-1-12[63]

## Viren

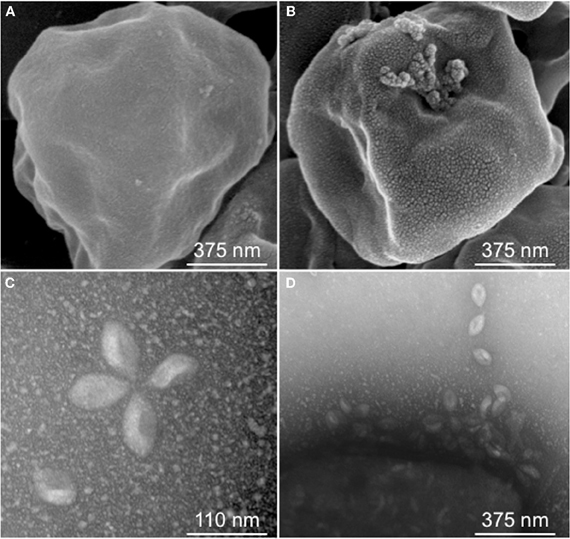
Infektionen mit spindelförmigen Sulfolobaceae-Viren (SSV). REM-Aufnahme von S. solfataricus Stamm Gθ, nicht infiziert (A) bzw. mit SSVRH infiziert (B); (C) TEM-Aufnahme von SSVRH-Virionen, (D) TEM von SSVRH-Virionen mit infiziertem S. solfataricus Stamm Gθ (unten links)

Als Beispiel für Viren, die S. solfataricus infizieren, sei hier nur spindelförmige SSVRH aus der Familie Fuselloviridae erwähnt:
- Spezies: Alphafusellovirus yellowstonense
  - Virus: Sulfolobus spindle-shaped virus 8 (SSV8) mit Sulfolobus virus Ragged Hills (SSVRH)

Für eine ausführlichere Darstellung siehe Sulfolobaceae §Viren.

## Weiterführende Literatur
- Benham Zolghadr, Andreas Klingl, Reinard Rachel, Arnold J. M. Driessen, Sonja-Verena Albers: The bindosome is a structural component of the Sulfolobus solfataricus cell envelope. In: Extremophiles, Band 15, März 2011, S. 235–244; doi:10.1007/s00792-010-0353-0, Epub 14. Januar 2011 (englisch).

- Gabriella Fiorentino, Immacolata Del Giudice, Luigi Petraccone, Simonetta Bartolucci, Pompea Del Vecchio: Conformational stability and ligand binding properties of BldR, a member of the MarR family, from Sulfolobus solfataricus. In: Biochimica et Biophysica Acta (BBA) - Proteins and Proteomics, Band 1844, Nr. 6, Juni 2014, S. 1167–1172; doi:10.1016/j.bbapap.2014.03.011, PMID 24704039 (englisch).
- Matteo de Rosa, Francesco Bemporad, Sara Pellegrino, Fabrizio Chiti, Martino Bolognesi, Stefano Ricagno: Edge strand engineering prevents native-like aggregation in Sulfolobus solfataricus acylphosphatase. In: The FEBS Journal, Band 281, Nr. 18, September 2014, S. 4072–4084; doi:10.1111/febs.12861, PMID 24893801 (englisch).
- Roland Gamsjaeger, Ruvini Kariawasam, Christine Touma, Ann H. Kwan, Malcolm F. White, Liza Cubeddu: Backbone and side-chain 1H, 13C and 15N resonance assignments of the OB domain of the single stranded DNA binding protein from Sulfolobus solfataricus and chemical shift mapping of the DNA-binding interface. In: Biomolecular NMR Assignments, Band 8, Nr. 2, Oktober 2014, S. 243–246; doi:10.1007/s12104-013-9492-4, PMID 23749431 (englisch).
- Jianjun Wang, Junge Zhu, Cong Min, Sheng Wu: CBD binding domain fused γ-lactamase from Sulfolobus solfataricus is an efficient catalyst for (-) γ-lactam production. In: BMC Biotechnology, Band 14, Mai 2014, S. 40; doi:10.1186/1472-6750-14-40, PMC 4041915 (freier Volltext), PMID 24884655 (englisch).